# IC 4492
IC 4492 ist eine elliptische Galaxie vom Hubble-Typ E0 im Sternbild Bärenhüter am Nordsternhimmel. Sie ist rund 189 Millionen Lichtjahre von der Milchstraße entfernt.
Entdeckt wurde das Objekt am 10. Juli 1896 von Stéphane Javelle.